# کاجو (بازیکن فوتبال، زاده ۱۹۴۹)
پائولو سزار کاجو (به پرتغالی: Paulo Cézar Lima) بازیکن فوتبال در پست مهاجم اهل برزیل است که در شهر ریودو ژانیرو و در تاریخ ۱۶ ژوئن ۱۹۴۹ به دنیا آمده‌است.

## باشگاهی
پائولو سزار کاجو در تیم‌های فوتبال بوتافوگو، فلامینگو، المپیک مارسی، فلومیننزه، واسکو دوگاما و گرمیو سابقهٔ حضور دارد.

## تیم ملی
این بازیکن همچنین در سال، ۱۹۶۷ – ۱۹۷۷ برای، تیم ملی فوتبال برزیل به میدان رفته‌است